# In the Long Ago
In the Long Ago er en amerikansk stumfilm fra 1913 af Colin Campbell.

## Medvirkende
- Wheeler Oakman.
- Bessie Eyton.
- Frank Clark.
- Tom Santschi.
- Henry Otto.